# Misija EMA 2012
Misija EMA 2012 (s podnaslovom Eurovision Song Contest) je kompilacijski album tekmovalnih pesmi iz istoimenske oddaje na TV Slovenija, ki je izšel pri založbi ZKP na glasbeni CD plošči in v digitalni pretočni obliki leta 2012.

## O albumu
Predstavljene so vse finalistke in naslovna skladba oddaje Misija Evrovizija.
Objavljen je remiks zmagovalne pesmi EME 2011 »Vanilija« (posnetek 16) v izvedbi Maje Keuc.
Na albumu so tudi instrumentalne (karaoke) različice vseh tekmovalnih pesmi.
Priložena mu je knjižica z besedili.

## Seznam posnetkov
| CD              | CD                               | CD                    | CD                                                               | CD                    | CD      |
| Št.             | Naslov                           | Besedilo              | Glasba                                                           | Priredba              | Dolžina |
| --------------- | -------------------------------- | --------------------- | ---------------------------------------------------------------- | --------------------- | ------- |
| 1.              | „Misija Evrovizija‟ (intro)      |                       | Raay                                                             |                       | 0:30    |
| 2.              | „A si sanjal me‟                 | U. Vlašič             | M. Vlašič                                                        | M. Vlašič, B. Grabnar | 3:02    |
| 3.              | „Konichiwa‟                      | Bilbi, G. Stermecki   | Bilbi, G. Stermecki                                              | T. Armanović          | 3:06    |
| 4.              | „Verjamem‟                       | I. Pirkovič           | V. Graić                                                         | V. Graić              | 3:06    |
| 5.              | „Love hurts‟                     | C. Morpheus           | C. Morpheus                                                      | I. Turk               | 2:52    |
| 6.              | „Run‟                            | G. Radojevič, L. Sirk | C. Schilling, C. Gottschalck, H. Szabo, D. Nilsson, S. Bundgaard |                       | 2:52    |
| 7.              | „Malo sreče‟                     | B. Pešut              | Magnifico                                                        | Shatz!                | 2:47    |
| 8.              | „A si sanjal me‟ (karaoke)       |                       | M. Vlašič                                                        | M. Vlašič, B. Grabnar | 3:02    |
| 9.              | „Konichiwa‟ (karaoke)            |                       | Bilbi, G. Stermecki                                              | T. Armanović          | 3:06    |
| 10.             | „Verjamem‟ (karaoke)             |                       | V. Graić                                                         | V. Graić              | 3:06    |
| 11.             | „Love hurts‟ (karaoke)           |                       | C. Morpheus                                                      | I. Turk               | 2:51    |
| 12.             | „Run‟ (karaoke)                  |                       | C. Schilling, C. Gottschalck, H. Szabo, D. Nilsson, S. Bundgaard |                       | 2:53    |
| 13.             | „Malo sreče‟ (karaoke)           |                       | Magnifico                                                        | Shatz!                | 2:48    |
| 14.             | „Čas za nas‟                     | T. Piš, E. Mager      | Raay                                                             | Raay                  | 3:21    |
| 15.             | „Čas za nas‟ (karaoke)           |                       | Raay                                                             | Raay                  | 3:21    |
| 16.             | „Vanilija‟ (remiks)              | U. Vlašič             | M. Vlašič                                                        | D. Jović              | 3:04    |
| 17.             | „Misija Evrovizija‟ (Party song) |                       | Raay                                                             |                       | 4:45    |
| Skupna dolžina: | Skupna dolžina:                  | Skupna dolžina:       | Skupna dolžina:                                                  | Skupna dolžina:       | 50:41   |

## Sodelujoči

### Pevke
- Eva Boto – vokal na posnetkih 2, 4 in 6
- Nika in Eva Prusnik – vokala na posnetkih 3, 5 in 7
- Nika Zorjan – vokal na posnetku 14
- Maja Keuc – vokal na posnetku 16

### Produkcija
- Klemen Veber – priprava za CD
- Luka Lorenci – logotip
- Žiga Culiberg – oblikovanje in priprava za tisk